# Anil Biswas
Anil Krishna Biswas (en bengalí: অনিল বিশ্বাস, en maratí: अनिल कृष्ण विश्वास / अनिल बिस्वास; n. 7 de julio del 1914  f. 31 de mayo del 2003) fue un actor, cantante de playback, músico y compositor indio, que ha trabajado para componer temas musicales para el cine de la India entre 1935-1965, también se le atribuye dirigir su primera orquesta de doce piezas y la introducción de la música orquestal y efectos corales de pura sangre, en el cine indio. Obtuvo una maestría en música sinfónica occidental y era conocido por su interpretación de elementos clásicos o populares de la India, especialmente como la música Baul y Bhatiyali. En más de sus 90 películas, sus temas musicales y composiciones son recordados en películas de éxitos de taquilla como Roti (1942), Kismet (1943), Anokha Pyaar (1948), Taraana (1951), Waaris (1954), Pardesi (1957) y Char Char Dil Rahen (1959).
También fue pionero en el uso de la melodía en bandas sonoras en las películas, empleando la técnica de la música occidental conocida como, 'cantala', donde superpone una melodía a la otra en contra-melodía, canciones interpretadas en prosa como en la película Roti (1942). Además fue primero para comenzar ampliamente, utilizando un género musical llamado Ragmala. Otro elemento importante que introdujo fue la orquestación occidental, con instrumentos indígenas tanto en sus canciones, así como en sus interludios melódicos, una tendencia que pronto prendió y allanó el camino para los temas musicales interpretadas para el cine indio hasta la actualidad. 
Fue galardonado con el Premio Akademi Natak Sangeet en 1986, propuesta por el Sangeet Natak Akademi y por la Academia Nacional de Música, Danza y Teatro de la India.

## Filmografía
- Dharam Ki Devi (1935)
- Fida-e-Vatan (alias Tasveer-e-vafa) (co-composer with Jhande Khan, 1935)
- Piya Ki Jogan (alias Purchased Bride)
- Pratima (alias Prem Murti)
- Prem Bandhan (alias Victims of Love)
- Sangdil Samaj
- Sher Ka Panja
- Shokh Dilruba (1936, with Sunder Daas)
- Bulldog (1936)
- Dukhiari (alias A Tale of Selfless Love) (1936, with Madhulal Damodar Master)
- Gentleman Daku (1937)
- Jagirdar (1937)
- Kokila (1937)
- Mahageet (1937)
- Watan (1938)
- Teen Sau Din Ke Baad (1938)
- Hum Tum Aur Woh (1938)
- Gramophone Singer (1938)
- Dynamite (1938)
- Abhilasha (1938)
- Jeevan Saathi (1939)
- Ek Hi Raasta (1939)
- Pooja (1940)
- Aurat (1940)
- Alibaba (1940/I)
- Bahen (1941)
- Aasra (1941)
- Vijay (1942)
- Jawani (1942)
- Kismet (1943)
- Hamari Baat (1943)
- Jwar Bhata (1944)
- Pahali Nazar (1945)
- Manjhdhar (1947)
- Veena (1948)
- Gajre (1948)
- Anokha Pyar (1948)
- Ladli (1949)
- Jeet (1949)
- Girls' School (1949)
- Beqasoor (1950)
- Arzoo (1950)
- Tarana (1951)
- Do Sitare (1951)
- Aaram (1951)
- Do Raha (1952)
- Rahi (1953)
- Mehmaan (1953)
- Jallianwalla Baag Ki Jyoti (1953)
- Fareb (1953)
- Dil-E-Nadan (1953)
- Akash (1953)
- Waris (1954)
- Naaz (1954)
- Mahatma Kabir (1954)
- Maan (1954)
- Jasoos (1957)
- Jalti Nishani (1955)
- Faraar (1955)
- Du-janay (1955)
- Paisa Hi Paisa (1956)
- Heer (1956)
- Pardesi (1957 film)
- Abhimaan (1957)
- Sanskar (1958)
- Char Dil Char Raahein (1959)
- Return of Mr. Superman (Mr. Superman ki Wapsi) (1960)
- Angulimaal (1960)
- Sautela Bhai (1962)
- Chhoti Chhoti Baatein (1965)